# گلیز ۶۶۷ سی‌سی
گلیز ۶۶۷ سی‌سی (به انگلیسی: Gliese 667 Cc) (نام‌های دیگر: اچ‌آر ۶۴۲۶ سی‌سی، جی‌جی ۶۶۷ سی‌سی و اچ‌دی ۱۵۶۳۸۴ سی‌سی) یک سیاره فراخورشیدی است که در کمربند حیات ستارهٔ کوتولهٔ سرخ میزبانش گلیز ۶۶۷ قرار دارد این سیاره در ۲۱ نوامبر ۲۰۱۱ توسط رصدخانهٔ جنوبی اروپا (مخفف: ESO) کشف شد.
این سیاره به همراه دو سیاره دیگر به نام‌های گلیز ۶۶۷ سی دی و گلیز ۶۶۷ بی در مدار گلیز ۶۶۷ قرار دارند. طول سال این سیاره ۲۸ روز است. فاصلهٔ این سیاره تا زمین تقریباً ۲۳٫۶۲ سال نوری (برابر با ۲۲۳٫۵ تریلیون کیلومتر) است. این سیاره در صورت فلکی کژدم قرار دارد و احتمالاً یکی از سیاره‌های میزبان حیات فرازمینی است.

## ویژگی‌ها
گلیز ۶۶۷ سی‌سی یک سیاره زمین‌سان است. شعاع این سیاره ۹٬۸۱۱ کیلومتر است یعنی این سیاره بزرگ‌تر از زمین و کوچک‌تر از غول‌های یخی نپتون و اورانوس است. جرم این سیاره تقریباً ۴ تا ۵ برابر زمین و نیروی جاذبه این سیاره احتمالاً (۱٫۶ تا ۲٫۲ جی) است که در مقایسه با زمین که نیروی جاذبه آن (۱ جی) است نیروی مناسبی برای زندگی فرازمینی است. نام ستارهٔ میزبان این سیاره گلیز ۶۶۷ سی است. درجه حرارت این سیاره (۳٫۴ درجه سانتیگراد ۳۹٫۶ درجه فارنهایت) تخمین زده می‌شود و به همین دلیل ممکن است در این سیاره آب مایع وجود داشته باشد. این سیاره مانند زمین مقدار مشابهی از نور خورشید خود را دریافت می‌کند و عمر این سیاره ۲ میلیارد سال تخمین زده می‌شود.